# アントニー・アンド・ザ・ジョンソンズ
アントニー・アンド・ザ・ジョンソンズ（Antony & the Johnsons）は、イングランド出身のアノーニによってアメリカ合衆国ニューヨークで結成されたプロジェクト・アンサンブル。

## 来歴
1971年、ボーカルのアノーニはイングランド南東部のサセックス・チチェスターに生まれる。1977年にアムステルダムに、10歳の頃にカリフォルニアのサンノゼに移住。1990年、ニューヨークに移りニューヨーク大学の実験演劇コースに入学した。1992年、ジョアンナ・コンスタンティンらと共に前衛的なパフォーマンス・グループ、ブラックリップスを結成。1995年、ブラックリップスは解散し、新たな音楽グループ、アントニー・アンド・ザ・ジョンソンズを率いて活動を始める。バンドの名前は、自身の出生名（アントニー）とトランスジェンダーの権利運動のパイオニア、マーシャ・P・ジョンソンの名前からきている。
2000年、イギリスのレーベル「Durtro」より、デビュー・アルバム『アントニー・アンド・ザ・ジョンソンズ』を発表。翌2001年にリリースしたEP『I Fell in Love With a Dead Boy』がプロデューサーのハル・ウィルナーの目に留まり、ウィルナーを通じてルー・リードに紹介される。2003年、ルー・リードの世界ツアーでバック・ボーカルに抜擢され、アルバムの録音にも参加した。
2005年、セカンド・アルバム『アイ・アム・ア・バード・ナウ』をリリース。マーキュリー賞を受賞した。『モジョ』誌の「アルバム・オブ・ザ・イヤー」にも選出された。
2009年、サード・アルバム『クライング・ライト』をリリース。アルバムカバーに大野一雄の写真を起用した。音楽メディアの年間ベストアルバム・リストでは、ピッチフォークで16位、『スピン』誌で18位、ステレオガムで50位に選ばれた。翌年、大野の死を受けて、トリビュートライブを行った。
2010年、アルバム『スワンライツ』をリリース。ステレオガムの年間ベストアルバム・リストで8位に選ばれた。
2012年、ライブ・アルバム『カット・ザ・ワールド』をラフ・トレード・レコードからリリース。
2015年、ボーカルのアノーニは、出生名であるアントニー・ヘガティから、プライベートで使っていた名前であるアノーニに改名することを発表した。それにともない名称もアノーニ・アンド・ザ・ジョンソンズ（Anohni and the Johnsons）に変わっている。

## メンバー

### 現在のメンバー
- アノーニ (Anohni) – リード・ボーカル、ピアノ (1995年– )
- ジョアンナ・コンスタンティン (Johanna Constantine) – ダンサー (1995年– )
- マキシム・モストン (Maxim Moston) – ヴァイオリン (1999年– )
- ジュリア・ケント (Julia Kent) – チェロ (1999年– )
- ロブ・ムース (Rob Moose) – ギター、ヴァイオリン (2004年– )
- ダグ・ウィーゼルマン (Doug Wieselman) – ギター、クラリネット、サクソフォーン (2004年– )
- ガエル・ラコトンドラベ (Gael Rakotondrabe)  – ピアノ (2010年– )
- ジミー・ホガース (Jimmy Hogarth) – ギター (2023年)
- レオ・エイブラハムズ (Leo Abrahams) – ギター、ピアノ (2023年)
- クリス・ヴァタラロ (Chris Vatalaro) – ドラム (2023年)
- サム・ディクソン (Sam Dixon) – ベース (2023年)

### 旧メンバー
- ジュリア・ヤスダ (Julia Yasuda) – ナレーター/パフォーマー/モデル (1996年–2018年)
- ルーベン・ブッチャート (Reuben Butchart) – ピアノ (1998年–2001年)
- タラ・コーエン (Tahrah Cohen) – ドラム (1997年–2005年)
- ベイビー・ディー (Baby Dee) – ハープ (1997年–1998年)
- ジョアン・ワッサー (Joan Wasser) – ヴィオラ (1999年–2005年)
- ジェフ・ラングストン (Jeff Langston) – ベース (2000年–2009年)
- パーカー・キンドレッド (Parker Kindred) – ドラム (2004年–2009年)
- トーマス・バートレット (Thomas Bartlett) – ピアノ (2010年–2022年)

## ディスコグラフィ

### スタジオ・アルバム
- 『アントニー・アンド・ザ・ジョンソンズ』 - Antony and the Johnsons (2000年、Durtro) ※全英118位
- 『アイ・アム・ア・バード・ナウ』 - I Am a Bird Now (2005年、Secretly Canadian) ※全英16位
- 『クライング・ライト』 - The Crying Light (2009年、Secretly Canadian) ※全英18位
- 『スワンライツ』 - Swanlights (2010年、Secretly Canadian) ※全英28位
- 『マイ・バック・ワズ・ア・ブリッジ・フォー・ユー・トゥ・クロス』 - My Back Was a Bridge for You to Cross (2023年、Secretly Canadian) ※アノーニ・アンド・ザ・ジョンソンズ名義

### ライブ・アルバム
- 『カット・ザ・ワールド』 - Cut the World (2012年、Rough Trade) ※全英41位
- Del suo veloce volo (2013年、Universal Music) ※Antony / Battiato Featuring Alice名義

### EP
- I Fell in Love with a Dead Boy (2001年、Durtro / 2006年、Rebis Musicより再発売)
- Live At Saint Olave's Church (2003年、Durtro) ※カレント93とのスプリット盤
- The Lake (EP) (2004年、Secretly Canadian)
- Hope There's Someone (2005年、Secretly Canadian) ※全英44位
- You Are My Sister (2005年、Secretly Canadian, Rough Trade) ※全英39位
- Another World (EP) (2008年、Secretly Canadian) ※全米179位、全英6位
- Thank You for Your Love (2010年、Secretly Canadian)
- Swanlights EP (2011年、Secretly Canadian and Rough Trade)
- "Cut the World (live)" (2012年、Secretly Canadian)